# Campionati del mondo di atletica leggera 2023 - Maratona femminile
La maratona femminile dei campionati del mondo di atletica leggera 2023 si è svolta il 26 agosto nel percorso creato nelle strade di Budapest, in Ungheria, fino al Centro nazionale di atletica leggera.

## Podio
| Pos.    | Atleta                 | Nazionalità | Tempo    | Note                                     |
| ------- | ---------------------- | ----------- | -------- | ---------------------------------------- |
| Oro     | Amane Beriso Shankule  | Etiopia     | 2h24'23" | Miglior prestazione personale stagionale |
| Argento | Gotytom Gebreslase     | Etiopia     | 2h24'34" | Miglior prestazione personale stagionale |
| Bronzo  | Fatima Ezzahra Gardadi | Marocco     | 2h25'17" |                                          |

## Situazione pre-gara

### Record
Prima di questa competizione, il record del mondo (RM) e il record dei campionati (RC) erano i seguenti.
| Record                | Prestazione | Atleta                       | Data                                         | Competizione  |
| --------------------- | ----------- | ---------------------------- | -------------------------------------------- | ------------- |
| Record mondiale       | 2h17'01" wo | Mary Jepkosgei Keitany Kenya | 23 aprile 2017 Londra, Regno Unito           |               |
| Record dei campionati | 2h18'11"    | Gotytom Gebreslase Etiopia   | 18 luglio 2022 Eugene, Stati Uniti d'America | Mondiali 2022 |

### Campionesse in carica
Le campionesse in carica a livello mondiale e olimpico erano:
| Campionessa | Atleta                     | Prestazione | Data                                         | Competizione         |
| ----------- | -------------------------- | ----------- | -------------------------------------------- | -------------------- |
| Olimpica    | Peres Jepchirchir Kenya    | 2h27'20"    | 7 agosto 2021 Tokyo, Giappone                | Giochi olimpici 2021 |
| Mondiale    | Gotytom Gebreslase Etiopia | 2h18'11"    | 18 luglio 2022 Eugene, Stati Uniti d'America | Mondiali 2022        |

### La stagione
Prima di questa gara, le atlete con le migliori tre prestazioni dell'anno erano:
| Pos. | Atleta                 | Prestazione | Data                           |
| ---- | ---------------------- | ----------- | ------------------------------ |
| 1    | Rosemary Wanjiru Kenya | 2h16'28"    | 5 marzo 2023 Tokyo, Giappone   |
| 2    | Tsehay Gemechu Etiopia | 2h16'56"    | 5 marzo 2023 Tokyo, Giappone   |
| 3    | Ruth Chepngetich Kenya | 2h18'08"    | 14 marzo 2023 Nagoya, Giappone |

## Qualificazione
Il tempo cronometrico per potersi qualificare d'ufficio fu fissato dalla Commissione a limite delle 2h28'00".

## Risultati
La gara si è disputata alle ore 6:59 del 26 agosto:
| Pos.    | Atleta                         | Nazione             | Tempo    | Note                                     |
| ------- | ------------------------------ | ------------------- | -------- | ---------------------------------------- |
| Oro     | Amane Beriso Shankule          | Etiopia             | 2h24'23" | Miglior prestazione personale stagionale |
| Argento | Gotytom Gebreslase             | Etiopia             | 2h24'34" | Miglior prestazione personale stagionale |
| Bronzo  | Fatima Ezzahra Gardadi         | Marocco             | 2h25'17" |                                          |
| 4       | Lonah Chemtai Salpeter         | Israele             | 2h25'38" | Miglior prestazione personale stagionale |
| 5       | Yalemzerf Yehualaw             | Etiopia             | 2h26'13" |                                          |
| 6       | Rosemary Wanjiru               | Kenya               | 2h26'42" |                                          |
| 7       | Selly Chepyego Kaptich         | Kenya               | 2h27'09" |                                          |
| 8       | Nazret Weldu                   | Eritrea             | 2h27'23" | Miglior prestazione personale stagionale |
| 9       | Lindsay Flanagan               | Stati Uniti         | 2h27'47" |                                          |
| 10      | Dolshi Tesfu                   | Eritrea             | 2h28'54" |                                          |
| 11      | Melat Yisak Kejeta             | Germania            | 2h29'04" |                                          |
| 12      | Giovanna Epis                  | Italia              | 2h29'10" |                                          |
| 13      | Mizuki Matsuda                 | Giappone            | 2h29'15" |                                          |
| 14      | Rebecca Cheptegei              | Uganda              | 2h29'34" | Miglior prestazione personale stagionale |
| 15      | Natasha Wodak                  | Canada              | 2h30'09" | Miglior prestazione personale stagionale |
| 16      | Lisa Weightman                 | Australia           | 2h30'50" |                                          |
| 17      | Keira D'Amato                  | Stati Uniti         | 2h31'35" | Miglior prestazione personale stagionale |
| 18      | Mercyline Chelangat            | Uganda              | 2h31'40" |                                          |
| 19      | Rika Kaseda                    | Giappone            | 2h31'53" | Miglior prestazione personale stagionale |
| 20      | Sayaka Sato                    | Giappone            | 2h31'57" | Miglior prestazione personale stagionale |
| 21      | Doreen Chesang                 | Uganda              | 2h32'11" |                                          |
| 22      | Alisa Vainio                   | Finlandia           | 2h32'14" |                                          |
| 23      | Ümmü Kiraz                     | Turchia             | 2h33'23" | Miglior prestazione personale            |
| 24      | Nóra Szabó                     | Ungheria            | 2h33'38" |                                          |
| 25      | Rkia El Moukim                 | Marocco             | 2h33'54" |                                          |
| 26      | Moira Stewartová               | Rep. Ceca           | 2h34'02" |                                          |
| 27      | Meritxell Soler                | Spagna              | 2h34'38" |                                          |
| 28      | Gulshanoi Satarova             | Kirghizistan        | 2h35'06" | Miglior prestazione personale stagionale |
| 29      | Silvia Ortiz                   | Ecuador             | 2h35'09" | Miglior prestazione personale stagionale |
| 30      | Natasha Cockram                | Gran Bretagna       | 2h35'34" | Miglior prestazione personale stagionale |
| 31      | Khishigsaikhan Galbadrakh      | Mongolia            | 2h35'38" | Miglior prestazione personale stagionale |
| 32      | Zhixuan Li                     | Cina                | 2h35'48" |                                          |
| 33      | Bojana Bjeljac                 | Croazia             | 2h35'49" | Miglior prestazione personale stagionale |
| 34      | Citlali Cristian Moscote       | Messico             | 2h36'03" |                                          |
| 35      | Zaida Ramos                    | Perù                | 2h36'23" |                                          |
| 36      | Militsa Mircheva               | Bulgaria            | 2h36'45" | Miglior prestazione personale stagionale |
| 37      | Clementine Mukandanga          | Ruanda              | 2h37'09" | Miglior prestazione personale stagionale |
| 38      | Marta Galimany                 | Spagna              | 2h37'10" | Miglior prestazione personale stagionale |
| 39      | Hanne Verbruggen               | Belgio              | 2h37'15" |                                          |
| 40      | Monika Jackiewicz              | Polonia             | 2h37'18" |                                          |
| 41      | Sarah Klein                    | Australia           | 2h37'31" |                                          |
| 42      | Mokulubete Blandina Makatisi   | Lesotho             | 2h37'49" | Miglior prestazione personale stagionale |
| 43      | Isobel Batt-Doyle              | Australia           | 2h37'53" |                                          |
| 44      | Risper Gesabwa                 | Messico             | 2h38'29" |                                          |
| 45      | Irvette van Zyl                | Sudafrica           | 2h38'32" | Miglior prestazione personale stagionale |
| 46      | Loreta Kančytė                 | Lituania            | 2h38'52" |                                          |
| 47      | Valdilene dos Santos Silva     | Brasile             | 2'39"58  |                                          |
| 48      | Deshun Zhang                   | Cina                | 2h40'17" |                                          |
| 49      | Alina Armas                    | Namibia             | 2h40'49" |                                          |
| 50      | Julia Mayer                    | Austria             | 2h41'54" |                                          |
| 51      | Rosa Chacha                    | Ecuador             | 2h42'00" |                                          |
| 52      | Andreia Hessel                 | Brasile             | 2h42'23" | Miglior prestazione personale stagionale |
| 53      | Nicolasa Condori               | Perù                | 2h42'25" |                                          |
| 54      | Nina Chydenius                 | Finlandia           | 2h42'36" |                                          |
| 55      | Fortunate Chidzivo             | Zimbabwe            | 2h43'28" |                                          |
| 56      | Argentina Valdepeñas Cerna     | Messico             | 2h43'35" |                                          |
| 57      | Katalin Kovács-Garami          | Ungheria            | 2h44'02" |                                          |
| 58      | Susanna Sullivan               | Stati Uniti         | 2h44'24" |                                          |
| 59      | Karen Ehrenreich               | Danimarca           | 2h44'26" |                                          |
| 60      | Solange Jesus                  | Portogallo          | 2h45'08" |                                          |
| 61      | Sasha Gollish                  | Canada              | 2h45'09" | Miglior prestazione personale stagionale |
| 62      | Aydee Loayza Huaman            | Perù                | 2h45'40" |                                          |
| 63      | Neja Kršinar                   | Slovenia            | 2h46'55" | Miglior prestazione personale stagionale |
| 64      | Mirela Saturnino de Andrade    | Brasile             | 2h47'29" |                                          |
| 65      | Chun-Yu Tsao                   | Taipei cinese       | 2h55'33" |                                          |
|         | Amina Bettiche                 | Algeria             | dnf      |                                          |
|         | Andrea Paola Bonilla           | Ecuador             | dnf      |                                          |
|         | Rose Chelimo                   | Bahrein             | dnf      |                                          |
|         | Tsehay Gemechu                 | Etiopia             | dnf      |                                          |
|         | Yayla Gönen                    | Turchia             | dnf      |                                          |
|         | Aleksandra Lisowska            | Polonia             | dnf      |                                          |
|         | Zhanna Mamazhanova             | Kazakistan          | dnf      |                                          |
|         | Cavaline Nahimana              | Burundi             | dnf      |                                          |
|         | Fatima Azzahraa Ouhaddou Nafie | Spagna              | dnf      |                                          |
|         | Adrijana Pop Arsova            | Macedonia del Nord  | dnf      |                                          |
|         | Beverly Ramos                  | Porto Rico          | dnf      |                                          |
|         | Shyline Jepkorir Toroitich     | Kenya               | dnf      |                                          |
|         | Alia Saeed Mohammed            | Emirati Arabi Uniti | dnf      |                                          |